# Árpás
Árpás község Győr-Moson-Sopron vármegyében, a Téti járásban.

## Fekvése
Árpás község Magyarország északnyugati részén, a Rába mentén fekszik, a 83-as, 85-ös és 86-os főutak között, Győrtől délnyugatra 32, Csornától délkeletre 18 kilométerre. Ma már a megyeszékhely vonzáskörzetéhez tartozik.
Szomszédai: észak felől Bodonhely, kelet felől Mórichida, dél felől Sobor, nyugat felől Egyed, északnyugat felől pedig Rábapordány. Közigazgatási területe északkelet felől érintkezik még egy-egy rövid szakaszon Kisbabot és Rábaszentmiklós határszélével is.
Határának talaja néhol homokos öntésiszap, de túlnyomórészt kötött, agyagos, gyakran nehezen művelhető. Az uralkodó szélirány az északnyugati, a déli szelek ritkábbak: „Ha fúj, fordul és, ha egy csöppöt is, de esőt hoz” – tartja a helyi mondás. Felszíne síkság, melyből a falu közelében két-három lapos, homokos talajú hát emelkedik ki. A Rába áradása ellen magas, széles töltés védi, az eszteru, amelyen, ha kinyitják a sorompókat, akár autóval is lehet közlekedni. A Rábába ömlik a Sárdos-ér (hivatalos nevén Vág–Sárdos-ér–Megág-főcsatorna), a határt árkok hálózzák be. Jelentéktelen árokként indul itt az északabbra kiszélesedő Kepés-Lesvári-főcsatorna is. Három kis, feltöltődőben lévő, talajvíz táplálta tó is van a falu határában. Mezőgazdasági művelésű táj, a szántókat és réteket fasorok és kisebb ligeterdők teszik változatossá. Állatvilága gazdag, főleg apróvadas terület, de gyakori az őz, és előfordul vaddisznó is.

### Megközelítése
Közúton a Pápa és Győr térségét összekötő 83-as főút felől Téten és Mórichidán át érhető el, a 8417-es, majd a 8419-es úton, utóbbinak a Rábán átívelő hídja fontos átkelőhely.
A 85-ös főútról Csorna felől, Rábapordányon át közelíthető meg, a 8422-es úton, a 86-os főút felől pedig Szilsárkány után, rábacsanaki leágazással, Egyed községen keresztül, a 8408-as, majd szintén a 8419-es úton. Győrhöz naponta 8-10 menetrend szerint közlekedő autóbuszjárat kapcsolja.
Vasútvonal nem érinti, a legközelebb vasúti csatlakozási lehetőség a Pápa–Csorna-vasútvonal Egyed-Rábacsanak vasútállomása, mintegy 6,5 kilométerre nyugatra

## Története
Az őskor emberének ittlétét újkőkori leletek bizonyítják. A bronzkor, majd a vaskor kelta edényei tanúsítják a hely megtelepedésre alkalmas voltát. I–V. sz.: a Rába keleti partján, az Arrabonát Savariával összekötő út mentén, mely itt haladt át a Rába vizein, virágzó város alakult ki helyi iparral, kereskedelemmel. A neve Mursella volt, falmaradványai még a 20. század elején is a föld felszíne fölé bukkantak. A leletanyagnak csak töredéke jutott a szakemberekhez, az eltűnt leletek mennyisége és minősége ma már csak a múzeumba beszolgáltatott szórványtárgyak alapján becsülhető. Egy 2002-ben végzett felmérésnek  és a légi fotóknak köszönhetően egy részben kirajzolódó katonai palánktábor teljes alaprajza is a régészek szeme elé került.
791-ben Nagy Károly az avarok elleni hadjáratában itt, a rábai átkelőnél vezette át frank harcosainak egyik seregrészét.
A 10. században alakul ki a besenyők által lakott Árpás, részeként annak a gyepűnek a védelmére létesített láncnak, mely Kapuvártól majdnem Győrig húzódott. Szent István a Szent Mauríciusz Monostornak adományozta Árpást. A település nevét említő legrégibb fennmaradt oklevél 1030-ből való. Egy pár évvel későbbi írás a határában található rév jövedelméről szól. A falu neve közvetve az árpa növény nevéből, közvetlenül a Rába egy azonos nevű mellékágából ered. Egy 1086-os okirat az árpásiaknak az apátsággal szembeni kötelezettségeit rögzíti: fele termésük, sörfőzés, robot.  1222-ben Gyula nádor - panaszuk kivizsgáltatása után - visszaállította az „árpási besenyők” katonai szolgálataik fejében élvezett kiváltságait, ispánjukat pedig megbüntette. 1242. október 6.: IV. Béla király itt kiadott oklevele tanúsítja jelenlétét. 1300-ban Cseszneki Lőrinc birtoka. Az 1322 és 1464 között kelt okmányok meg-megújuló perekről tudósítanak, amelyeket a bakonybéli apátság, a Mórichidai család és a mórichidai prépostság folytat a hídvám, a malmok és erőszakos birtokfoglalások tárgyában. Cseszneki Lőrinc utódai erőszakos foglalásaikról és az evangélikus vallás terjesztéséről emlékezetesek.
1594: a Győrt ostromló török had portyái elpusztítják a falut, a lakosság elmenekül. Az üres telkekre a Török család rácokat telepít, de 1619-ben ők is elhagyják a települést.
1633: 24 árpási egésztelkes jobbágyot és a hidat a vámmal együtt a nagyszombati klarisszarendi apácák kapják meg.
1706–1707: Bottyán János kurucai kemény harcokat vívnak a híd környékén, a község sokat szenved. A harcok pusztításait az 1709-ben tetőző pestisjárvány tovább növelte.
1782: II. József feloszlatja a birtokos apácarendet, az uradalom a kincstár kezébe kerül.
1803-ban I. Ferenc gr. Colloredó–Crenville Victoriának adományozza. A földhiány miatt az árpásiak a nádasok lecsapolásával növelik irtásföldjeiket.
Az 1848–49-es forradalom és szabadságharcban honvédként heten vesznek részt a faluból.
1851-től végbemegy a jobbágyfelszabadítás.
1893: befejeződnek a Rába-szabályozási munkák, s ezzel egyrészt új földeket nyernek az árpásiak, másrészt a meglevők is értékesebbé válnak.
1900 körül több tucat ember vándorol ki a faluból, főleg Amerikába.
A szocializmus időszaka a falu folyamatos sorvadását, leépülését hozza. Először a tanács veszíti el önállóságát, majd 1976-ban a termelőszövetkezet is, végül a tagiskolát is bezárják.
1990-ben, a rendszerváltás után ismét önálló önkormányzat alakul, majd 1993-ban önálló mezőgazdasági szövetkezet jön létre.

## Mai helyzete és élete
A település nagyjából egységes tömböt alkot. Különálló részei Dombiföld (az egykori Kis-Árpás) a Rába jobb partján, a két gátőrház és a tsz-major. (Az ezredforduló idején még különálló része volt Kálmánpuszta is a községet Rábapordánnyal összekötő út mellett. Ott már hosszú ideje csak két család lakott; aztán ők is elmentek, házaikat lebontották, s ma már csak a dűlőnév őrzi emléküket.) 
A falu legfőbb gondja a népesség folyamatos csökkenése és elöregedése. 1959–60-ban a téeszesítés, majd a közigazgatási önállóság megszűnése, a tsz beolvasztása, végül a tagiskola megszüntetése erősítette fel – úgy tűnik, visszafordíthatatlanul – a folyamatokat. 1962-ben Árpáson még öt híján 600-an éltek, de ez a lélekszám 2008-ra 249-re csökkent. A folyamat elején a fiatalok elvándorlása volt a jellemző, az utóbbi évtizedben azonban már az elhalálozások és születések közti negatív mérleg a fogyás fő oka. Csak az 1986–95 közti évtizedben 16 születés és 34 halálozás különbözete 18 lélekkel, a 49 beköltöző és 84 elvándorló közti különbözet 35 fővel, együtt a két tényező 53 fővel csökkentette a népességet. A népesség korösszetétele a foglalkoztatottság mutatóit is meghatározza.
A faluban két felekezet van, kisebb részben evangélikusok, nagyobb részt római katolikusok. A kultúrház a nagyobb csoportos rendezvényeknek ad otthont: gyűlések, ünnepségek, ritkán kulturális események. A könyvtár 4 ezer kötetes választékával egyre kevesebben élnek. 1995-ben megszűnt a sportkör működése, elsősorban a fiatalok megfogyatkozott száma miatt. A legnagyobb, több mint 100 éves múltra az önkéntes tűzoltó egyesület tekint vissza.
Eltűnőben vannak évszázados népszokások: a húsvéti locsolás, a lucázás, az aprószentekkor járó „mustározás”. Az ezredfordulón még szinte minden lányos ház elé állítottak májusfát a legények május elsejének hajnalán - 2010-re e szokásnak már alig maradt nyoma.
Nyáron a falu élete az átmenő idegenforgalomnak köszönhetően felpezsdül. Műemlékei, a Rába, a szép környezet vonzóvá teszik. Az utóbbi időben nem egy megüresedő házat magyar és külföldi vevők nyaralónak vásároltak meg.
A zöldség- és gyümölcsféléket főleg önellátásra termesztik az árpásiak, de a málnát, a ribizlit, és az uborkát eladásra is. A tej, tojás, húsfélék tekintetében jobbára ma is önellátó a falu, de a sertés- és marhatartás visszaesett. A családok jövedelmi viszonyai között nincsenek lényeges eltérések. Minden negyedik lakosra jut egy gépkocsi. A földeket jobbára a Rába Mezőgazdasági Szövetkezet műveli, de néhány egyéni vállalkozó, őstermelő is foglalkozik földműveléssel. Helyben megtelepedett ipar nincs, egy egyéni vállalkozás kivételével. A kereskedelmi szolgáltatást két kis vegyesbolt és egy italbolt látja el. A háziorvosi, alapvető egészségügyi ellátás megoldott. Az óvoda konyhája szociális étkeztetést is biztosít.

## Közélete

### Polgármesterei
- 1990–1994: Feller Sándor (független)[4]
- 1994–1998: Feller Sándor (független)[5]
- 1998–2002: Feller Sándor (független)[6]
- 2002–2006: Feller Sándor (független)[7]
- 2006–2010: Szabó András (független)[8]
- 2010–2014: Szabó András (független)[9]
- 2014–2018: Szabó András (független)[10]
- 2018–2019: Szabóné Kovács Alice Mária (független)[11]
- 2019–2024: Szabóné Kovács Alice (független)[12]
- 2024– : Szabóné Kovács Alice Mária (független)[1]

A településen 2018. július 8-án időközi polgármester-választást kellett tartani, az előző polgármester néhány hónappal korábban megtett lemondása miatt.

## Népesség
A település népességének alakulása:
| Lakosok száma | 265  | 270  | 273  | 237  | 262  | 260  | 269  |
|               | 2013 | 2014 | 2015 | 2021 | 2022 | 2023 | 2024 |

A 2011-es népszámlálás során a lakosok 96,5%-a magyarnak, 0,4% cigánynak, 1,9% németnek, 0,4% románnak mondta magát (3,5% nem nyilatkozott; a kettős identitások miatt a végösszeg nagyobb lehet 100%-nál). A vallási megoszlás a következő volt: római katolikus 51,7%, református 1,9%, evangélikus 15,8%, felekezeten kívüli 5,4% (25,1% nem nyilatkozott).
2022-ben a lakosság 93,1%-a vallotta magát magyarnak, 1,1% ukránnak, 0,4% cigánynak, 0,8% egyéb, nem hazai nemzetiségűnek (6,9% nem nyilatkozott; a kettős identitások miatt a végösszeg nagyobb lehet 100%-nál). Vallásuk szerint 40,1% volt római katolikus, 9,5% evangélikus, 2,7% református, 0,8% görög katolikus, 5% felekezeten kívüli (42% nem válaszolt).

## Nevezetességei

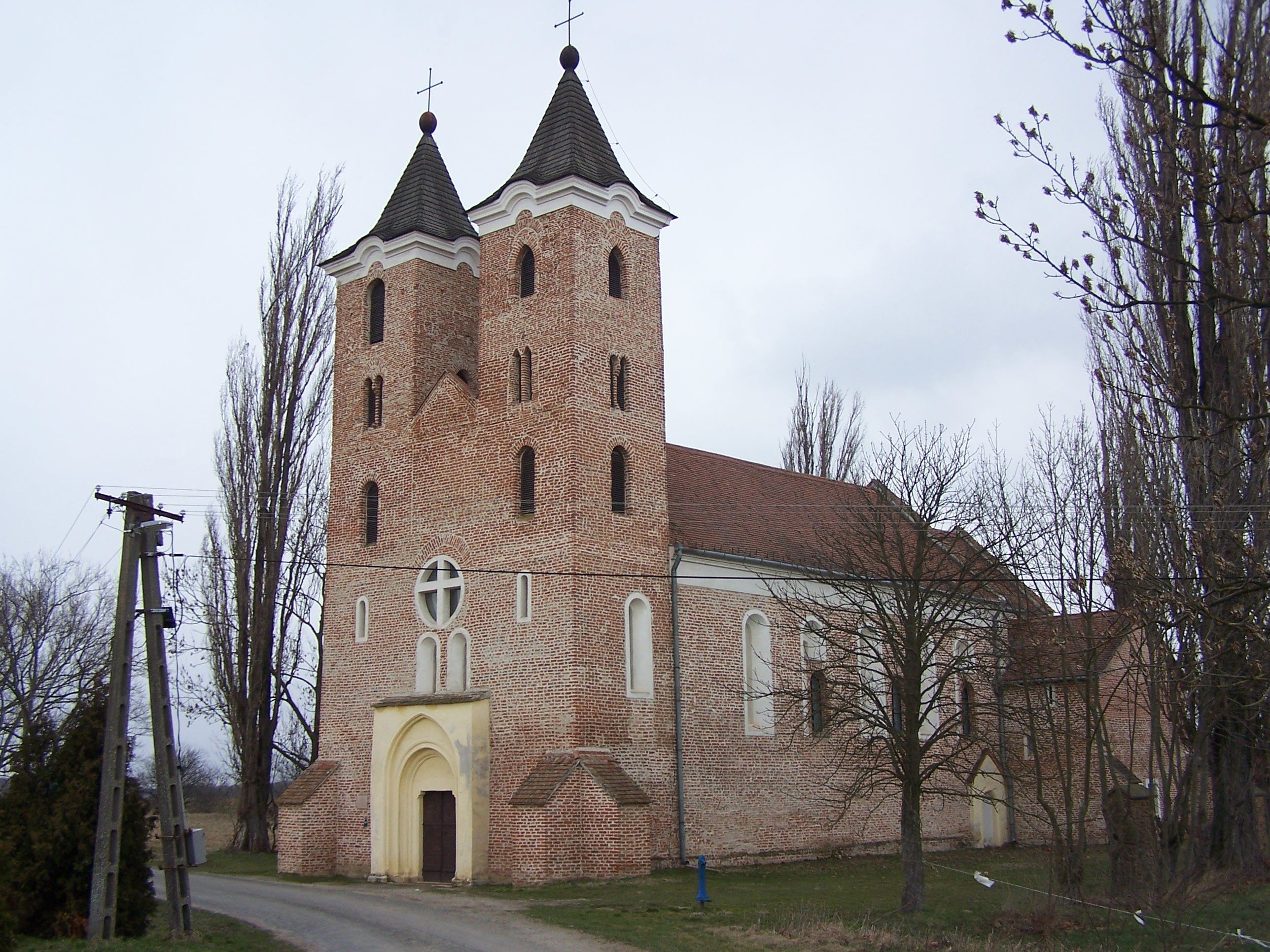
Árpád-kori Szent Jakab-templom

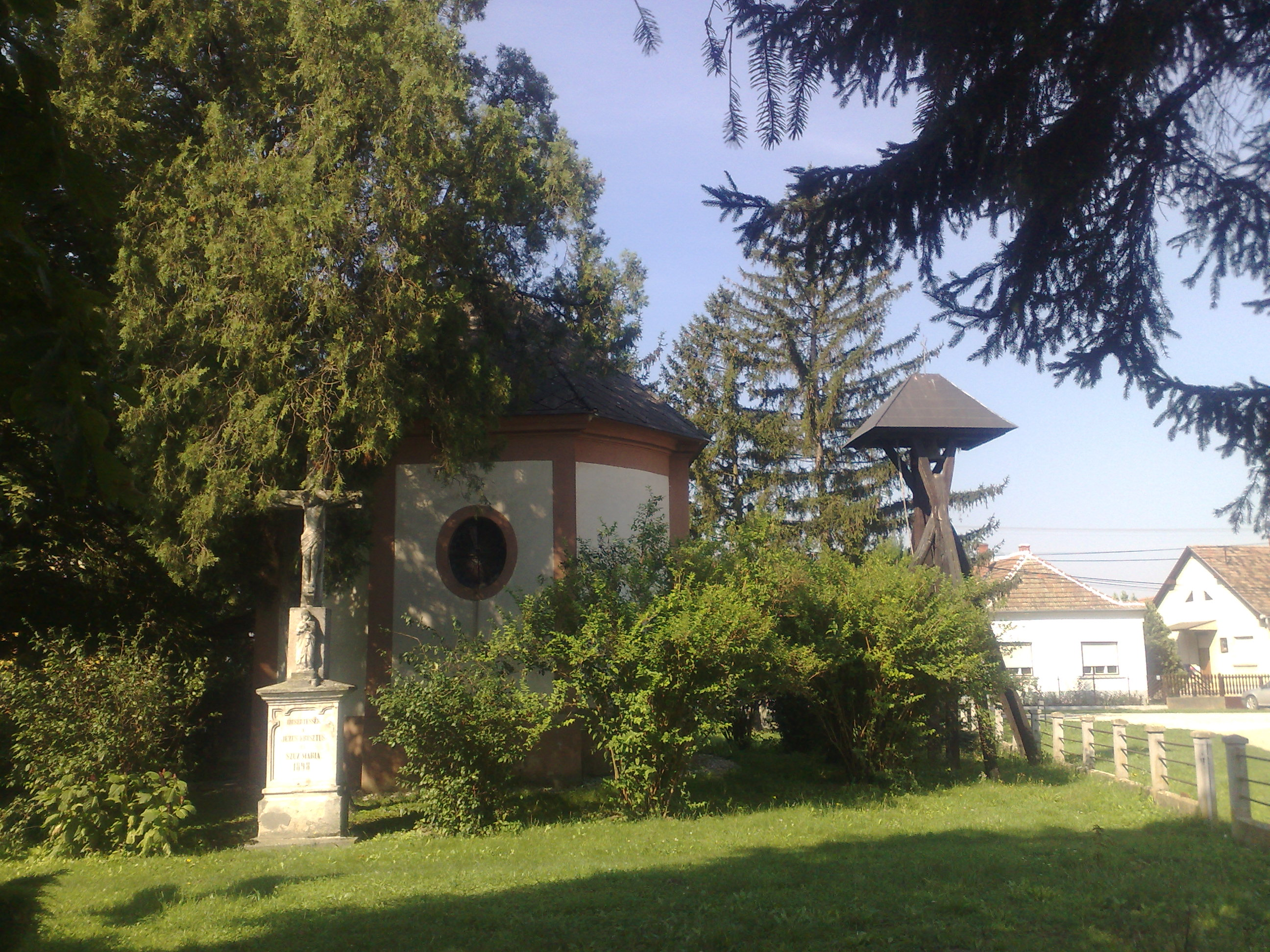
Kápolna tér

Szent Jakab-templom, egykori premontrei prépostság
A prépostságot Nagy Móric ispán alapította 1251-ben Szent Jakab tiszteletére. 1526-tól 1577-ig premontrei apácák laktak a monostorban. A török hódoltságot követően a 17. század végén a nagyszombati klarisszák költöztek be, akik 1750-ben a templomot a tornyok, a homlokzat és a szentély kivételével barokk stílusban átalakították. A rend feloszlása óta az épület a település plébániatemplomaként működik.
Az évszázadok alatt rárakott vakolattól az 1992-es helyreállítás során megszabadították, így ma eredeti szépségében tárul elénk a román stílusból a gótikába hajló téglaépítészet e ritka magyarországi példája.
A két torony között, a templom kapujában még a román kor félkörívét is látjuk, de a kapubéllet külső oszloppárja már gótikus csúcsívben találkozik, s a gótika jegyeit viselik a szentély keskeny, csúcsíves ablakai is.
A köpenyes Madonnát ábrázoló oltárképet ismeretlen festő festette az 1660-as években. A kép, melynek alján együtt térdel a pápa, Lipót császár, Wesselényi Ferenc nádor, Nádasdy Ferenc országbíró, Zrínyi Péter horvát bán és a kép megrendelője, Széchényi György 1658 és 1668 között győri püspök (később, 1673-74-ben a protestáns lelkészeket elítélő pozsonyi vésztörvényszék tagja), a császár és Magyarország kiegyezésének szükségességét sugallhatta. (Mint ismeretes, e kiegyezés nem történt meg, Wesselényi 1667-ben meghalt, Zrínyit és Nádasdyt pedig letartóztatták és 1671-ben kivégezték.)
A 18. századi átépítés korából valók többek közt az oldalfalak támpillérei, a lenyúzott bőrét tartó Szent Bertalan, a hallal ábrázolt Szent Péter, a kardos Szent Pál és a kelyhes Szent János szobrával díszített oltár, a barokk szószék és keresztelő kút.
Nepomuki Szent János-kápolna
A kis, nyolcszög alaprajzú kápolna 1780-ban épült. Ajtajában Szent Ferenc és Szent Klára szobra áll, a falfülkében pedig Nepomuki Szent János.
A kápolna mellé a 19. század végén állították a fa haranglábat és a kőkeresztet, majd az 1920-as években az I. világháborúban elesett árpásiak emlékművét.
Kikapcsolódás
Árpás és környéke a pihenésre és túrázásra vágyóknak ideális. A nevezetességek gyalogosan is könnyen megtekinthetők. A Rába-part sátorozásra, lábtengózásra és fürdőzésre ad lehetőséget.

## Képgaléria

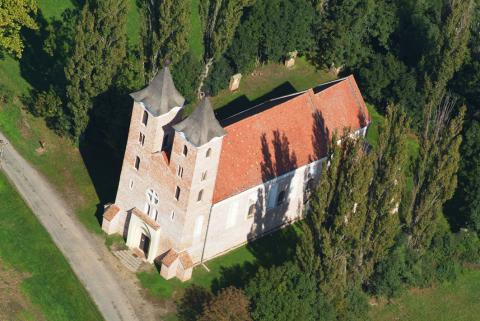
Szent Jakab-templom
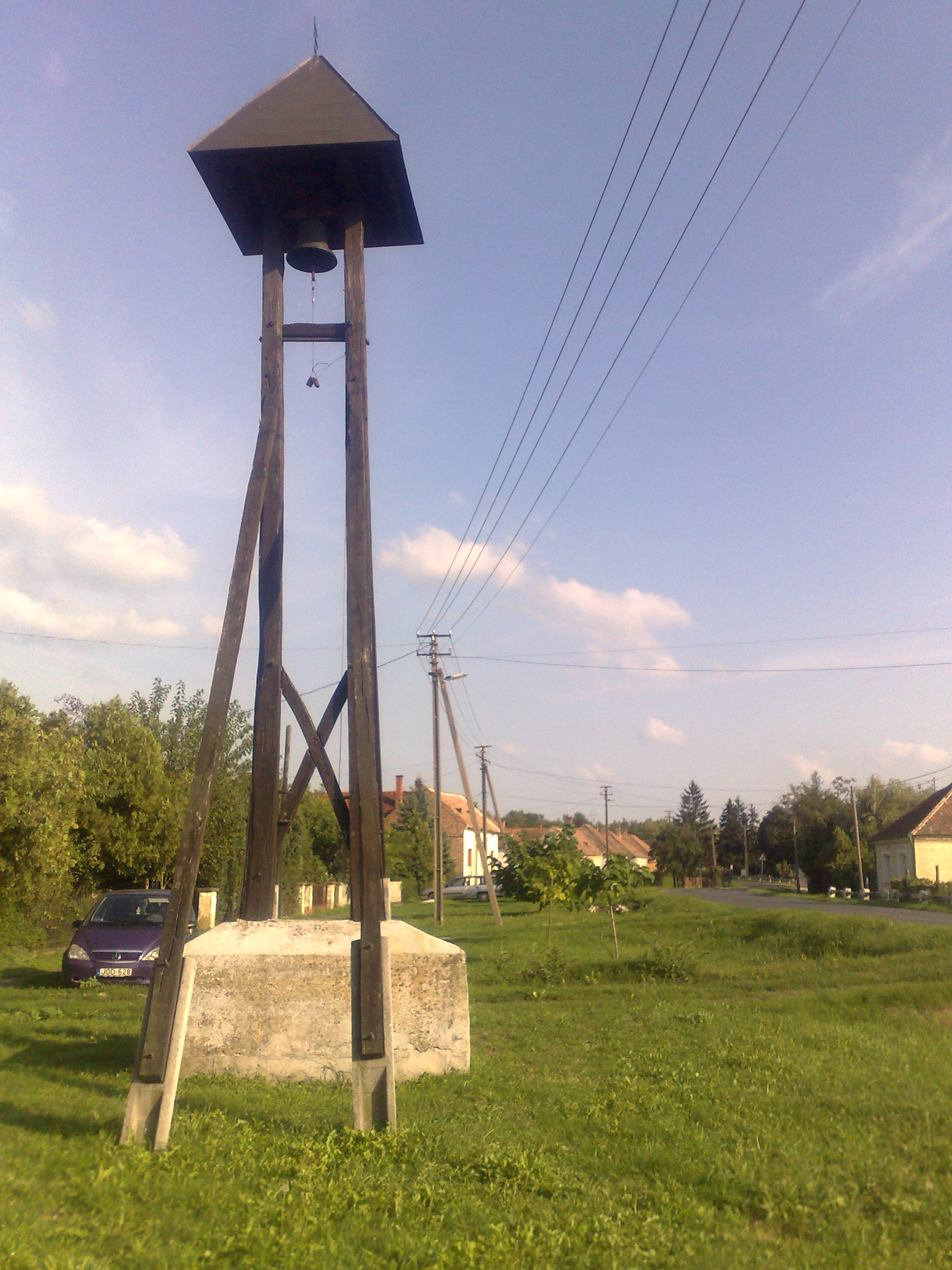
Harangláb a Kossuth Lajos utcán
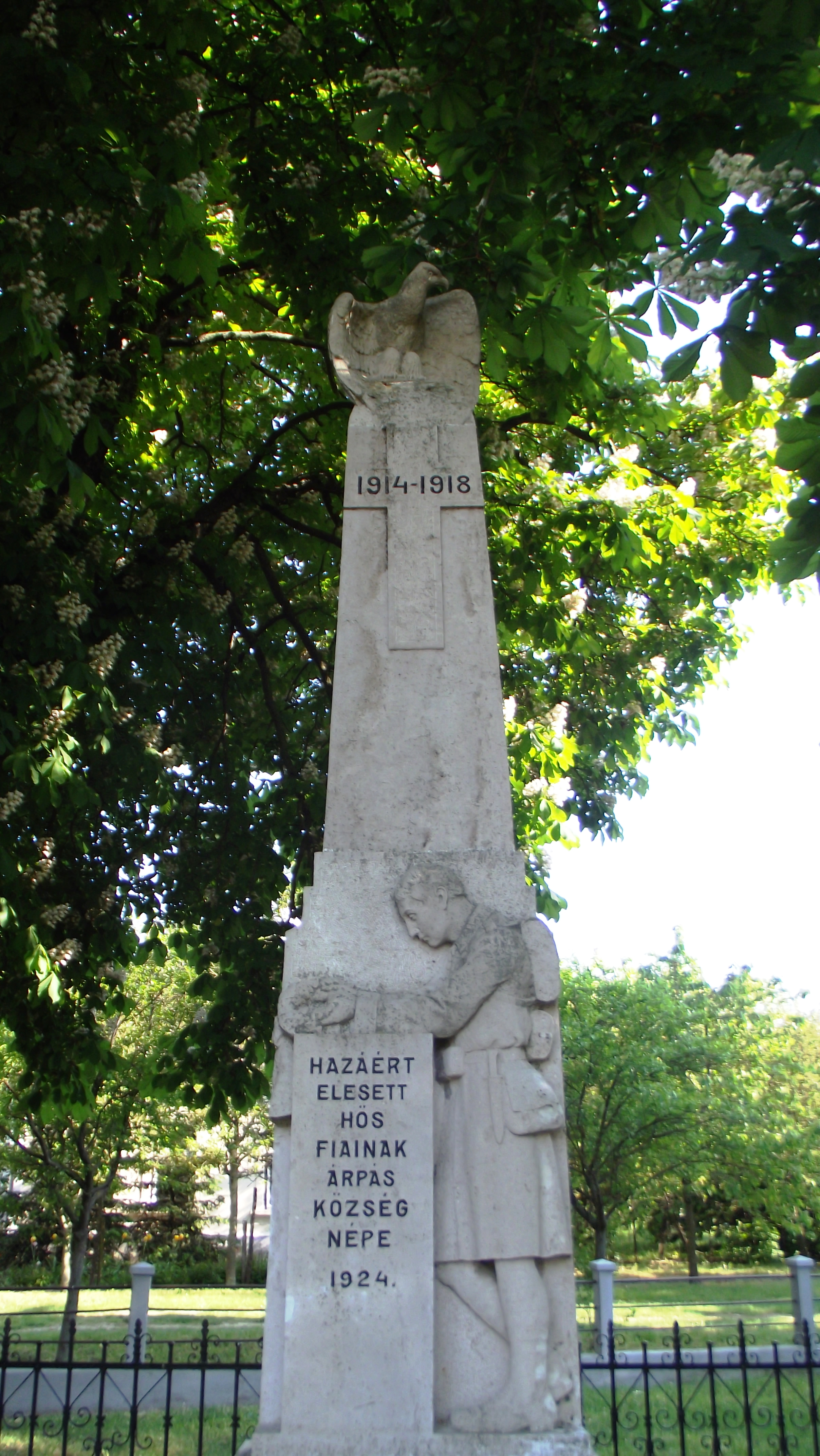
Az I. világháborúban elesett árpásiak emlékműve
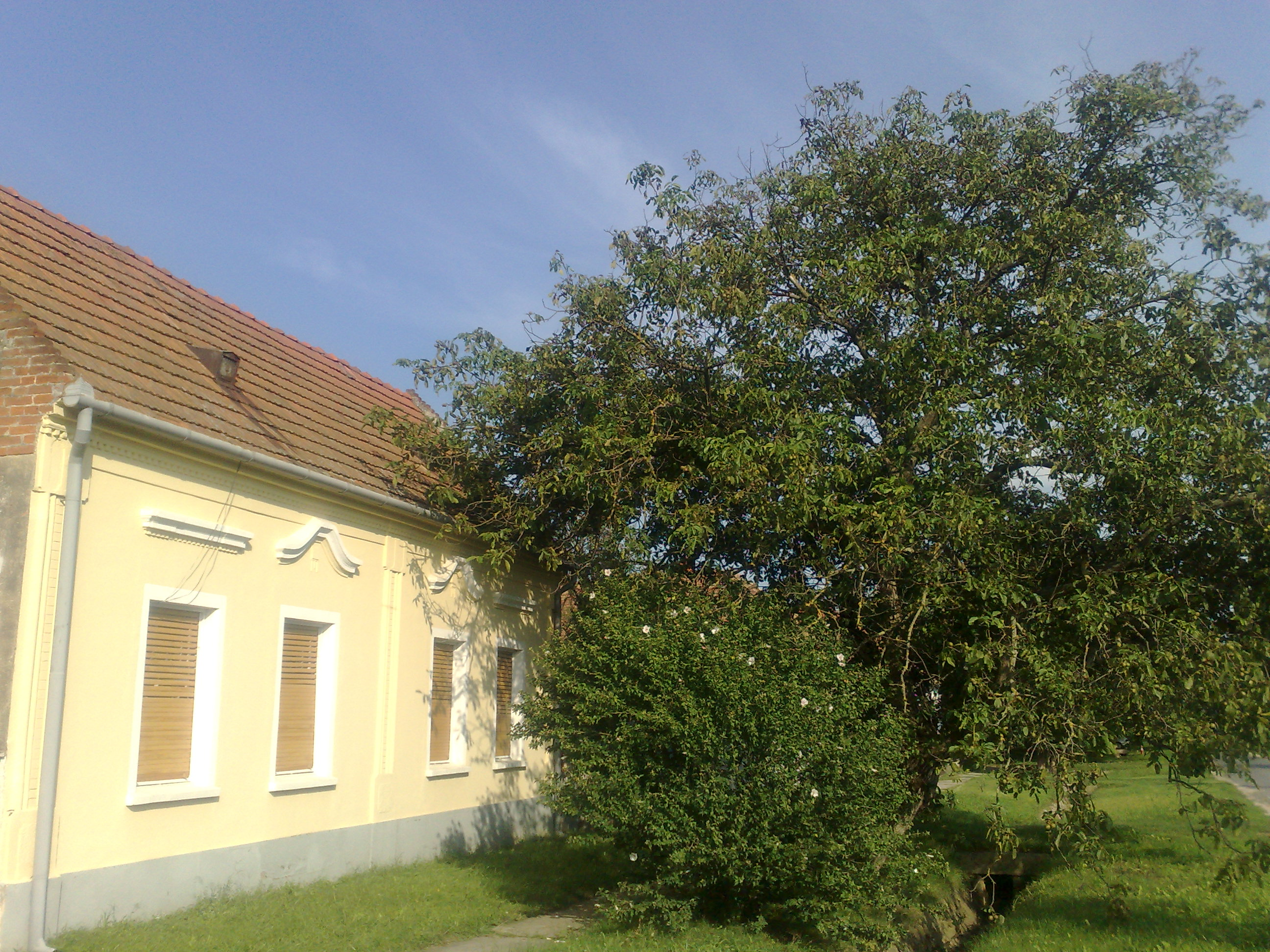
Andrássy utcai lakóház
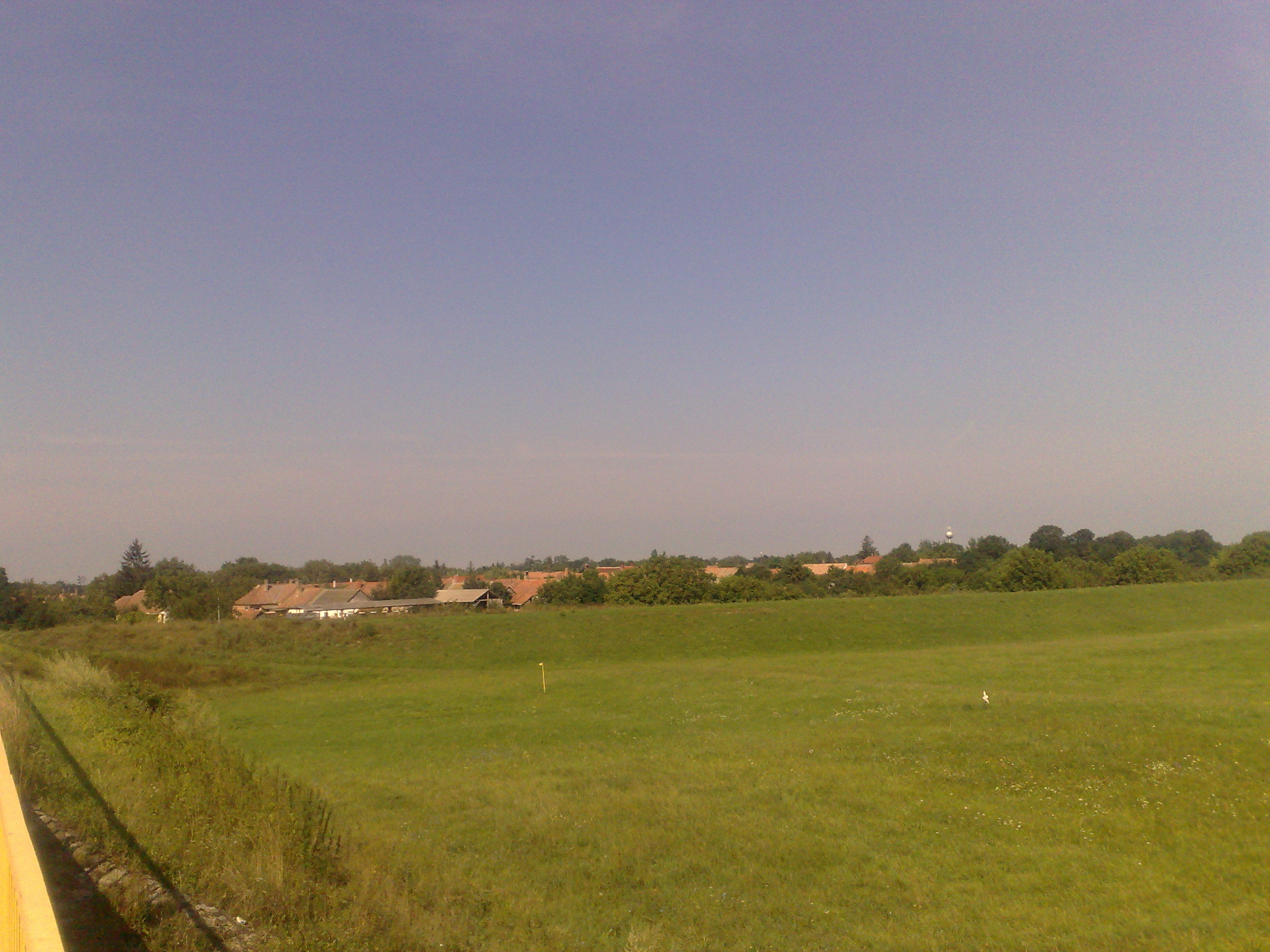
Árpási háztetők az eszteru mögött
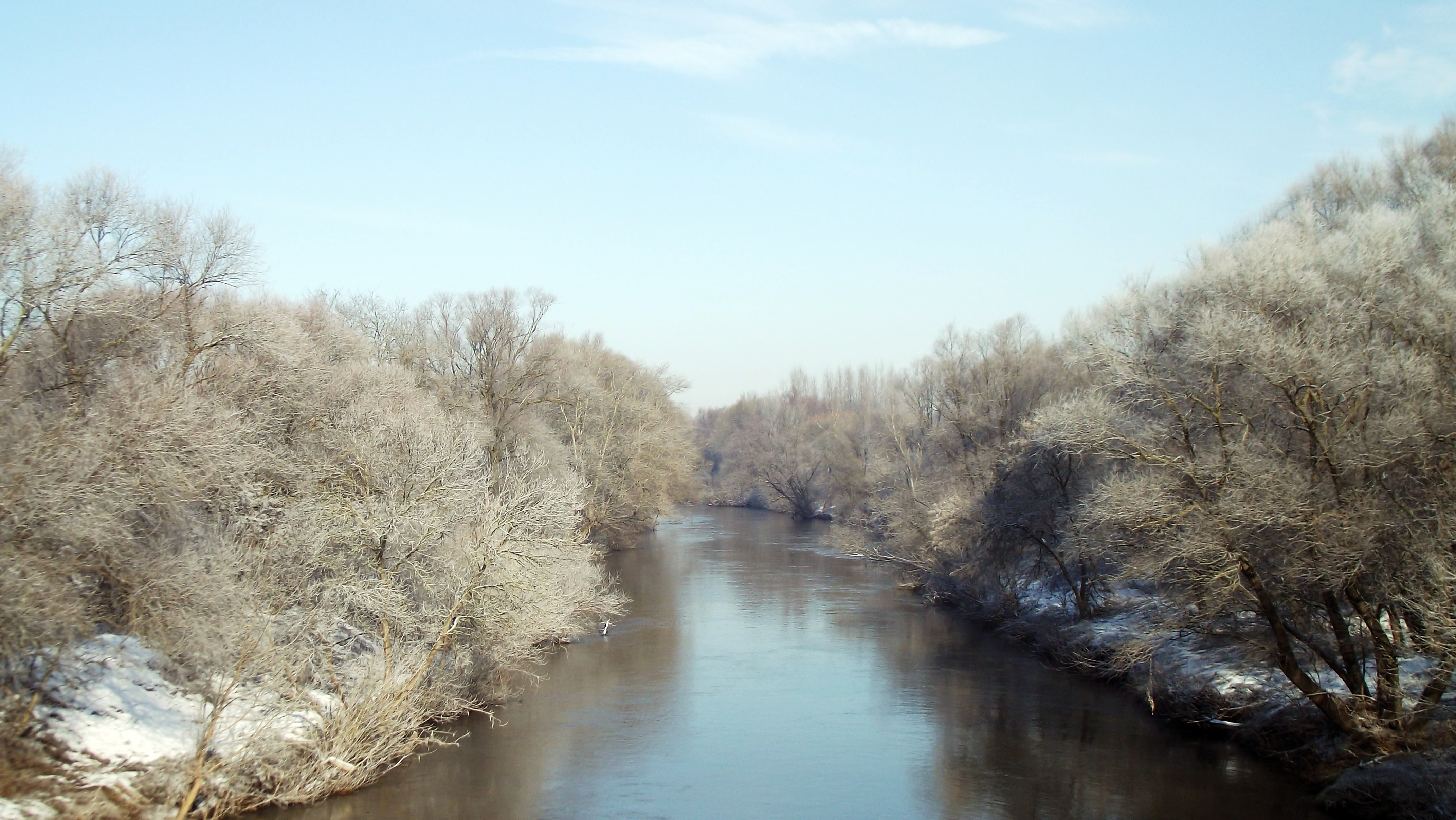
A Rába folyó télen, a Mórichida és Árpás közötti Rába-hídról
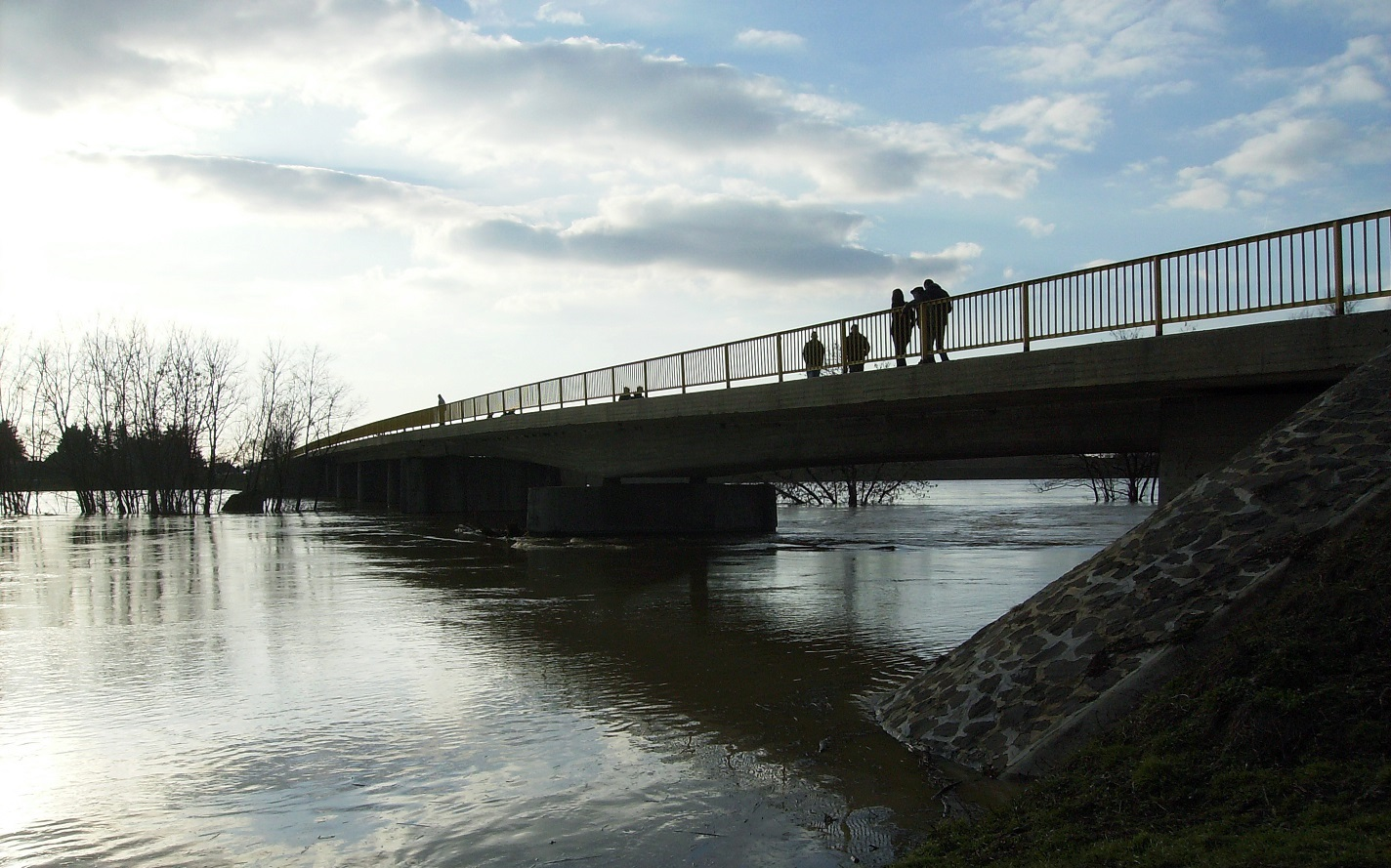
A Rába folyó rekord áradása 2013 tavaszán Árpásnál
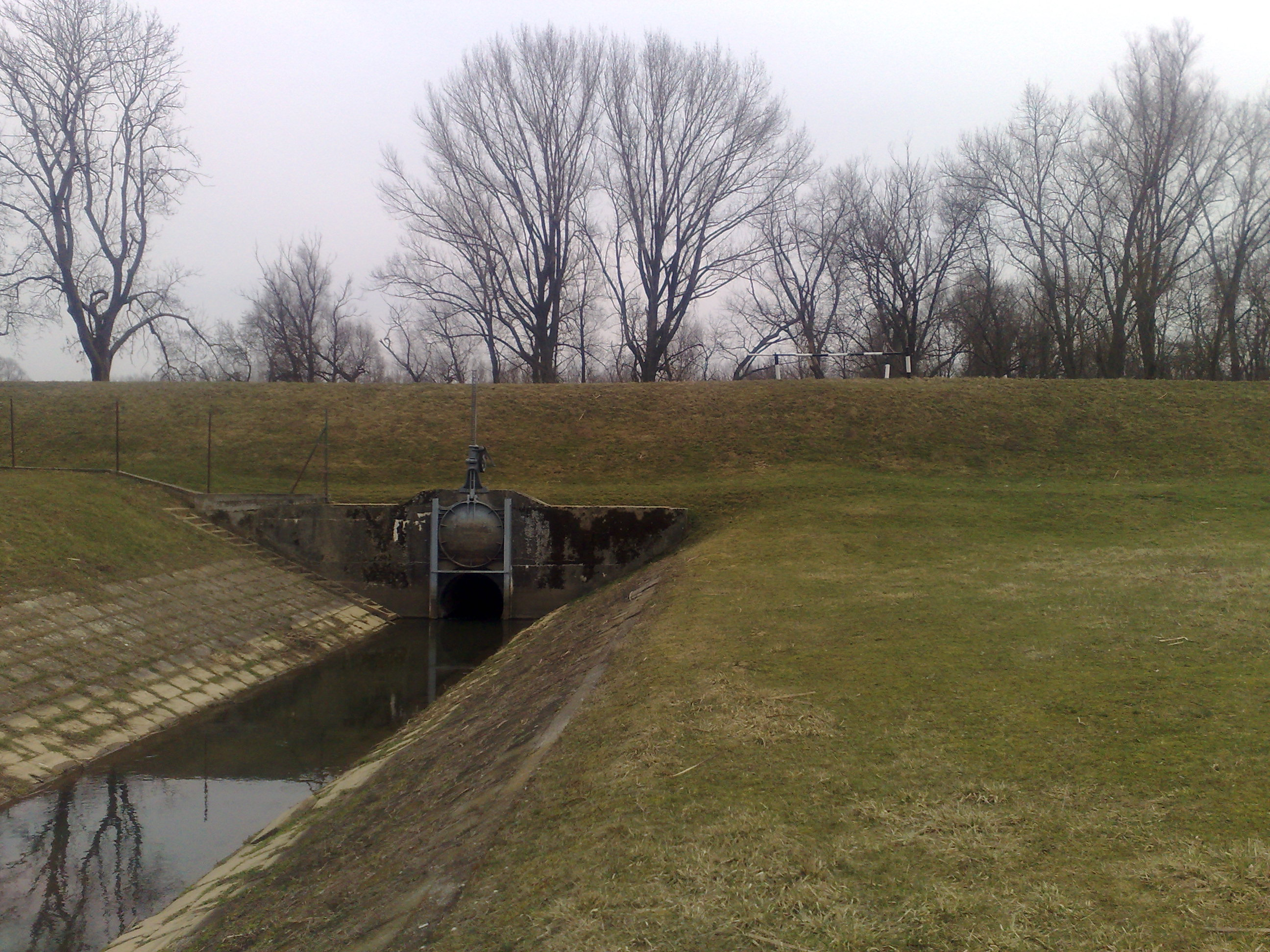
A Sárdos-ér torkolata az eszteru alatt áteresztő zsilippel
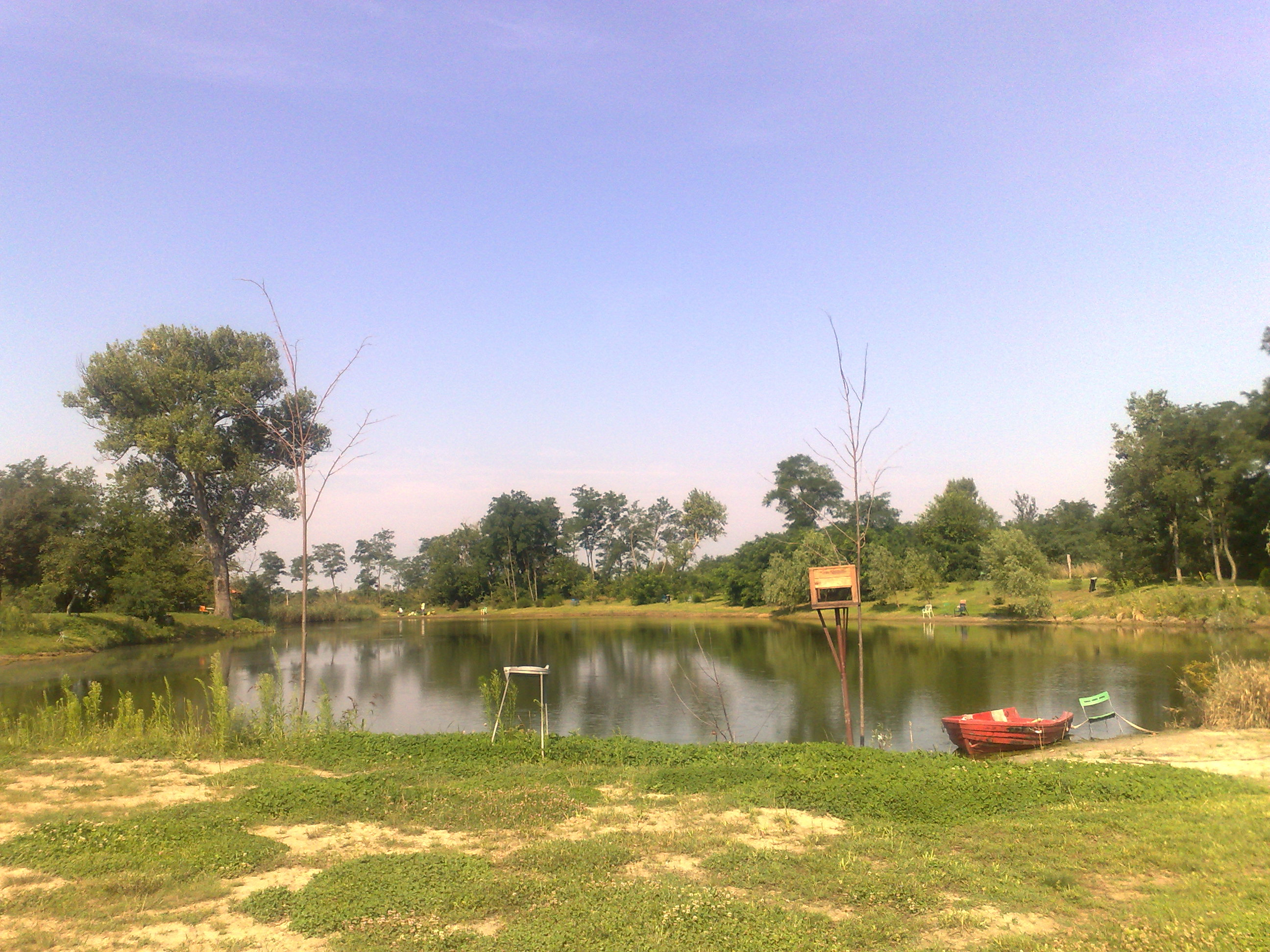
Horgásztó a falu szélén, az Egyedre vezető úton